# Gabriela Rodriguez
Gabriela Rodriguez é uma produtora cinematográfica mexicana. Conhecida por ter participado da produção de Gravidade (2013), Filhos da Esperança (2006) e O Labirinto do Fauno (2006), foi nomeada ao Óscar 2019 na categoria de Melhor Filme por Roma (2018).